# 李容光
李容光（1930年—），湖南衡山人，中华人民共和国政治人物，中华全国总工会原副主席、书记处书记，第七、八届全国政协委员。